# Голицын, Владимир Владимирович
Влади́мир Влади́мирович Голи́цын (27 февраля 1947, Москва — 26 марта 2023) — судья Международного трибунала по морскому праву (МТМП) (член трибунала с 1 октября 2008 года), доктор юридических наук, профессор.

## Образование и учёные степени
- Диплом с отличием факультета международных отношений Московского государственного института международных отношений МИД СССР (1970)
- Кандидат юридических наук, защитился в Московском государственном институте международных отношений МИД СССР (1975)
- Доктор юридических наук, защитился в Дипломатической академии МИД СССР (1988)

## Работа
Судья Международного трибунала по морскому праву (МТМП) (член Трибунала с 1 октября 2008 года).
Вице-президент Российской ассоциации международного права (с 2009 года).
Лектор на 14 сессии в Родоской академии по океанскому праву и правилам (2009 год)
Профессор международного права в Московском государственном институте международных отношений МИД России (с 2007 года)
Главный юрисконсульт Российской Федерации в двух делах в Международном трибунале ООН по морскому праву (2007 год)
Представитель ООН на 92-й и 97-й съездах Международной морской организации и 26 секции Комитета по рыболовству продовольственной и сельскохозяйственной организации ООН на Четвёртом съезде Региональной рыбопромысловой организации (Март 2005)
Директор Отдела по вопросам океана и морскому праву ООН (с 2004 по 2007 год)
Офицер по связям в штаб-квартире ООН для Международного суда ООН (с 1995 по 2004 год)
Секретарь в Плановой и подготовительной комиссии Международного органа по морскому дну при Международном трибунале ООН по морскому праву (с 1987 по 1994 год)
Член делегаций СССР в ООН (с 1982 по 1986 год)
Член Межведомственной рабочей группы Совета Министров по Арктике и острову Шпицберген (с 1979 по 1982 год)
Глава дивизии публичного международного права МИД СССР (с 1979 по 1982 год)
Член Межведомственной рабочей группы Верховной советской ответственности по подготовке проекта закона по территориальным водам и зонам рыболовства (с 1976 по 1980 год)
Лектор по международному праву в Московском государственном институте международных отношений МИД России (с 1975 по 1981 год)
Консультант по юридическим вопросам МИД СССР (с 1975 по 1979 год).
Умер 26 марта 2023 года.

## Членство
- Комиссионер в диалоге и Комиссии Института Аспен по изменению арктического климата (с 2008 года)
- Член Российской ассоциации международного права (с 2007 года)
- Член Глобального рабочего форума по управлению морскими зонами за пределами национальной юрисдикции (с 2006 года)
- Член Комиссии по выработке регламента Глобального форума по океанам (с 2004 года)
- Член Американского общества международного права (с 1991 по 2005 года)
- Член Канадского совета по международному праву (с 1989 по 1991 года)
- Член Советской ассоциации международного права (с 1975 по 1982 года)